# Онорий Марколеско
Онорий Марколеско е румънски и български фотограф. Фотографира множество обществено-политически, административни и културни събития в България.

## Биография
Пристига от Тулча в Търново непосредствено преди Освобождението на България. Прави снимки на църквата „Св. 40 мъченици“, манастирът „Св. Троица“, църквата „Св. Богородица“. Снима народни представители от всички части на страната по време на Учредителното събрание от 10 до 16 февруари 1879 г. По-късно от тях се изработва табло на участниците в събранието. Прави фотографии на 17 пехотна дружина на княз Дондуков-Корсаков, на трета рота на Търновската дружина, на първата наборна комисия за формиране на българската войска, украсата на града за посрещането на княз Александър Батенберг, делегатите на I, II, IV велико народно събрание. Негови снимки илюстрират изследванията на Карел Шкорпил на археологически паметници из България. Снима народна празнична носия и хора от Търновско за първия мострен панаир през 1892 г.
Получава медали и почетни дипломи от международни изложения. Избран е за действителен член на Общата академия на научно-техническите изкуства в Брюксел. През 1903 г. се премества да живее и работи във Варна. Умира през 1927 г.